# Etheirodon fimbriatum
Etheirodon fimbriatum — вид грибів, що належить до монотипового роду Etheirodon.